# Bataille de Baza
Guerre d'indépendance espagnole
Batailles
- Cadix
- Fuengirola
- Baza
- Barrosa
- Zújar
- Bornos (1er)
- Tarifa
- Bornos (2e)

La bataille de Baza se déroule le 4 novembre 1810 à Baza, en Espagne, dans le cadre de la guerre d'indépendance espagnole. Elle oppose la cavalerie franco-polonaise du général Jean-Baptiste Milhaud aux troupes espagnoles du général Joaquín Blake y Joyes. L'affrontement se solde par une victoire française.
L'occupation de l'Andalousie par l'armée du roi Joseph Bonaparte en 1810 a notablement accru la sphère d'influence des troupes françaises. Dans leur secteur, les trois corps d'armée du maréchal Soult doivent s'opposer à des incursions maritimes et terrestres des forces anglo-espagnoles. À Baza, une colonne espagnole est ainsi refoulée par la cavalerie française avec une perte de 1 500 hommes.

## Contexte
Les 18 et 19 novembre 1809, l'armée espagnole du général Aréizaga est écrasée par les forces françaises du maréchal Soult à la bataille d'Ocaña. Cette défaite d'importance est suivie une semaine plus tard par une nouvelle déroute espagnole à Alba de Tormes. Alors que les Espagnols tentent péniblement de reconstituer une armée pour défendre le sud du pays, le roi Joseph Bonaparte prend les devants en ordonnant l'occupation de l'Andalousie, dont il souhaite s'emparer des riches terres afin de renflouer ses caisses presque vides.
Dans le camp impérial, l'opération mobilise les 1er, 4e et 5e corps d'armée. Le 1er corps du maréchal Victor compte, en janvier 1810, trois divisions d'infanterie, une division de dragons et une brigade de cavalerie légère, pour un total de près de 22 700 hommes. Le 4e corps, commandé par le général de division Sébastiani peut aligner environ 10 100 hommes, répartis entre deux divisions d'infanterie, une division de dragons et une brigade de cavalerie légère. Enfin, le 5e corps, sous les ordres du maréchal Mortier, est fort de deux divisions d'infanterie et une division de cavalerie, totalisant 16 600 hommes. Le roi Joseph dispose en outre de troupes de réserve se montant à 8 300 hommes.
L'Andalousie est rapidement envahie par les troupes françaises au cours des mois de janvier et février 1810. Toutefois, en dépit de leur célérité, ces dernières échouent à prendre Cadix qui s'organise pour résister aux Français ; de fait, la place demeure inviolée jusqu'au départ des assiégeants le 25 août 1812. Peu après, Napoléon désigne le maréchal Soult pour commander les forces françaises en Andalousie. Rapidement confronté à la difficulté de défendre cette région soumise à différentes menaces, ce dernier déploie le 5e corps de Mortier au nord-ouest, à la frontière portugaise, et le 4e corps en lisière de la province de Murcie à l'est. Le 1er corps de Victor est, quant à lui, maintenu devant Cadix. Cela n'empêche pas les Anglo-Espagnols, forts de leur maîtrise de la mer, de débarquer régulièrement des troupes afin de mener des raids terrestres sur les positions françaises du littoral. Le 13 octobre 1810, un de ces raids est mis en échec par un contingent polonais à la bataille de Fuengirola.

## Déroulement de la bataille

### Prélude

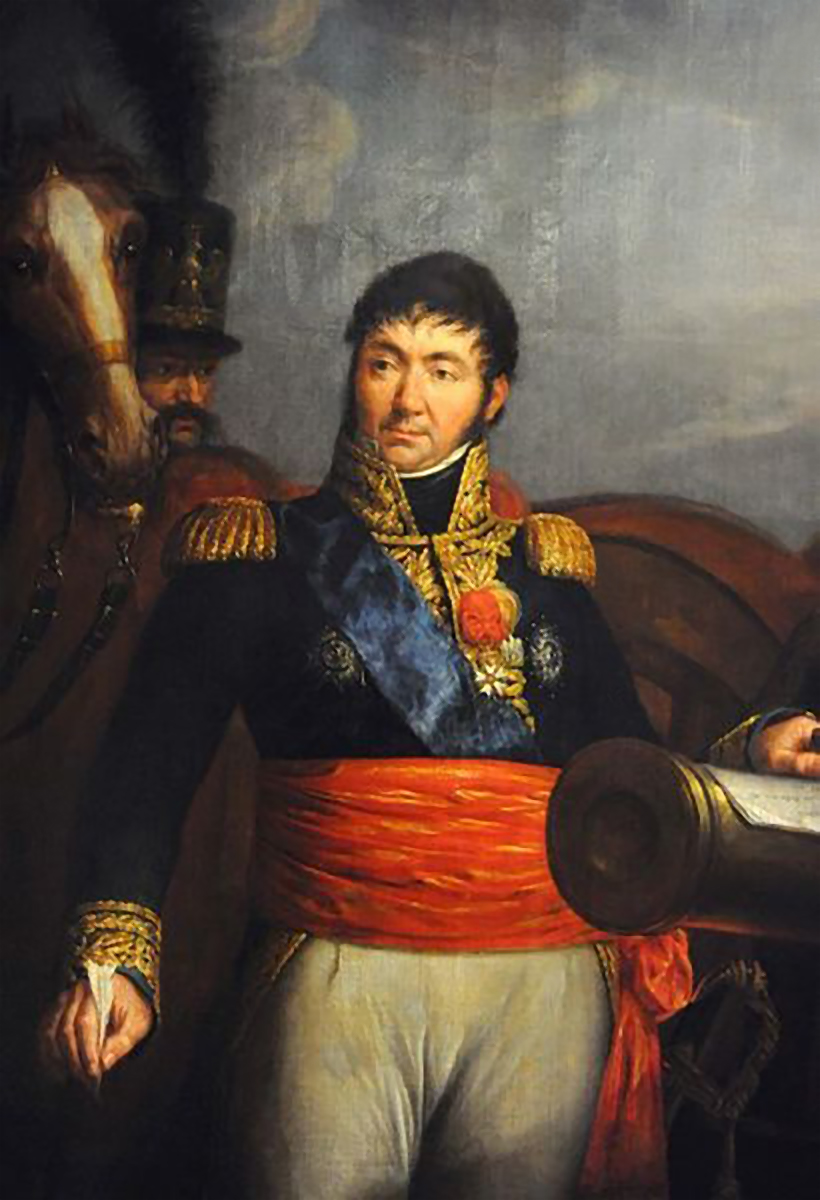
Le général Jean-Baptiste Milhaud, le vainqueur de Baza (tableau de Charles Verhulst, 1808).

En août 1810, le 4e corps de Sébastiani se présente devant Murcie. La cité, pourvue de solides fortifications, est occupée par les troupes espagnoles du général Joaquín Blake y Joyes. Le général français apprend sur ces entrefaites que deux petits ports andalous sont tombés aux mains des guérilleros espagnols qui menacent à présent Grenade ; il renonce alors au siège prévu pour se porter au secours de cette ville.
Après plusieurs semaines d'hésitation, Blake pénètre en Andalousie le 2 novembre avec 8 000 fantassins et environ 1 000 cavaliers. Atteignant Cúllar le 3, il commet l'erreur de disperser ses troupes et laisse camper son avant-garde, forte de 3 000 soldats, à proximité de Baza dans la soirée. Les 2 000 hommes de son arrière-garde stationnent à Cúllar tandis que le reste de l'armée prend position entre ces deux villages. Ayant eu vent de la marche de Blake, la cavalerie française du général Jean-Baptiste Milhaud se dirige également vers Baza où elle fait sa jonction, dans la matinée du 4 novembre, avec 2 000 fantassins français déjà présents dans la localité.

### Forces en présence et combat
Ces fantassins font partie de la brigade du général Jean-Pierre-Antoine Rey, appartenant au 1er corps de Sébastiani. Ils se répartissent en un bataillon du 32e de ligne et trois bataillons du 58e de ligne. La division de cavalerie de Milhaud se compose quant à elle de 1 300 sabres des 5e, 12e, 16e, 20e et 21e dragons ainsi que du régiment des lanciers polonais de la Vistule, auxquels s'ajoutent deux batteries d'artillerie à cheval. L'effectif global des Impériaux s'élève donc à 3 300 hommes. Du côté espagnol, en dehors de l'infanterie et de la cavalerie déjà évoquées, Blake dispose de 12 pièces d'artillerie.
Déployée des deux côtés de la route principale, la cavalerie de Milhaud charge son homologue espagnole et la met en déroute. Dans sa fuite, celle-ci jette le désordre parmi les fantassins de Blake qui ne sont pas en mesure de s'opposer efficacement à l'attaque de leurs adversaires. Sous les coups des dragons français et des lanciers polonais, l'infanterie espagnole se désagrège et de nombreux fuyards sont sabrés ou capturés au cours de la poursuite. Les vainqueurs ne s'arrêtent qu'en présence du gros des troupes espagnoles, déployé sur un terrain peu propice à l'évolution de la cavalerie. Constatant la défaite de son avant-garde, Blake ordonne immédiatement la retraite sur Cúllar.

## Conséquences
L'affaire de Baza coûte aux Espagnols 500 tués ou blessés, 1 000 prisonniers et six canons. Milhaud ne déplore pour sa part que 200 hommes hors de combat,. Après cet échec, Blake regagne Murcie et s'y enferme pour le restant de l'année.